# Stef Broenink
Stef Broenink, né le 19 septembre 1990 à Apeldoorn, est un rameur d'aviron néerlandais . Il a représenté les Pays-Bas aux Jeux de Tokyo 2020 où il obtient une médaille d'argent en deux de couple.

## Carrière
En 2014, il participe pour la première fois à la Coupe du monde d'aviron à Sydney et a terminé deuxième avec le huit néerlandais. Aux Championnats d'Europe en 2014, le huit finit à la septième place. En 2015, il choisit de s'associer à Ruben Knab en deux de couple en coupe du monde.
En 2016, il rame désormais seul en skiff mais n'obtient qu'une 11e place lors des mondiaux 2017. Il retourne un bref moment en deux de couple en 2018, pour passer en quatre de couple avec notamment Dirk Uittenbogaard, Stef Broenink, Koen Metsemakers et Abe Wiersma, terminant  cinquièmes des championnats d'Europe 2017 à Glasgow et également cinquièmes aux Championnats du monde 2018 à Plovdiv.
En 2019, Broenink retourne dans la catégorie skiff et remporte sa première médaille aux Championnats d'Europe à Lucerne, tout juste deux dixième de seconde derrière l'Allemand Oliver Zeidler.
À partir de 2019, il s'engage en deux de couple avec Melvin Twellaar et se qualifie en finale A au terme de la saison de coupe du monde avec une quatrième place. L'année suivante, la paire remporte le titre aux Championnats d'Europe à Poznań . En 2021, le titre leur échappe aux championnats d'Europe d'aviron 2021 battus par la paire française Boucheron/Androdias ; ils les retrouvent en finale des Jeux olympiques d'été de 2020 après avoir remporté leur demi-finale et doivent se contenter de la médaille d'argent battus par les français pour deux dixièmes. 